# Mohamed ben Abdallah el-Raisuni
Sidi Mohamed ben Abdallah el-Raisuni (Raïssouni dans la graphie française, connu comme Raisuli chez la plupart des anglophones, également Raissoulli, Rais Uli et Raysuni, 1871-avril 1925) était un chérif (descendant du prophète Mahomet) qui jouissait d'un certain prestige auprès des populations montagnardes du nord-ouest du Maroc. Bien que considéré par les étrangers et par le gouvernement marocain comme un brigand, quelques Marocains le considèrent comme un héros, combattant un gouvernement répressif et corrompu, tandis que d’autres le considèrent comme un voleur. L'historien David S. Woolman se réfère à lui comme un mélange de « Robin des Bois », d'un baron féodal et d'un bandit tyrannique : le dernier des pirates barbaresques.

## Jeunesse
Il est né dans le village de Zinat aux environs de 1871 (il mourut fin avril 1925). Du fait de son lieu de naissance et de son faciès particulier, un de ses surnoms était « l'Aigle de Zinat »[réf. nécessaire]. Il était plus connu sous le nom de El Raisuni. Il était le fils d'un important caïd et commença en suivant les traces de son père. Il fut le chérif, descendant du Prophète Muhammad par sa fille Fatima et Ali ibn Abu Taleb, des tribus djebalas, entre le XIXe siècle et le XXe, considéré par beaucoup comme héritier légitime du trône marocain[Interprétation personnelle ?]. Cependant, Raisuni versa occasionnellement dans la délinquence, volant du bétail et des moutons, ce qui lui valut le ressentiment des autorités marocaines. Il était aussi connu pour être un coureur de jupons[réf. nécessaire]. Quelques indigènes[Qui ?], cependant, le considéraient comme un héros, en lutte contre la répression et la corruption du gouvernement central.
Selon la majorité des sources[Lesquelles ?], l'évènement clé de sa vie fut son arrestation et son emprisonnement par Abderramán Abd el-Saduq, le pacha de Tanger, son cousin et frère de lait. Celui-ci avait invité el-Raisuni à souper chez lui, à Tanger, afin de le capturer et de le rudoyer dès son arrivée. Il fut envoyé à la forteresse de Mogador (actuellement Essaouira) et enchaîné à un mur pendant quatre années. Il fut permis à ses amis de le nourrir, de sorte qu'il put survivre. el-Raisuni fut délivré par une amnistie générale, au début du règne du sultan Moulay Abd el Aziz lequel, ironie du sort, devint son pire ennemi.

## Proscrit et pirate
Raisuni fut endurci par son emprisonnement et retourna au banditisme après sa libération. Cependant, il devint plus ambitieux qu'avant, son ressentiment à l'égard du sultan augmentant au fur et à mesure de la soumission de ce dernier aux différentes puissances occidentales (Grande-Bretagne, France, Espagne et Allemagne) en compétition pour leur influence sur le Maroc. Avec un groupe restreint mais fidèle de partisans, il s'embarqua dans une seconde profession, séquestrant des officiels importants pour en tirer de scandaleuses rançons. Il agissait depuis son palais fortifié situé dans le petit port d'Assilah situé sur la côte nord-ouest du Maroc.

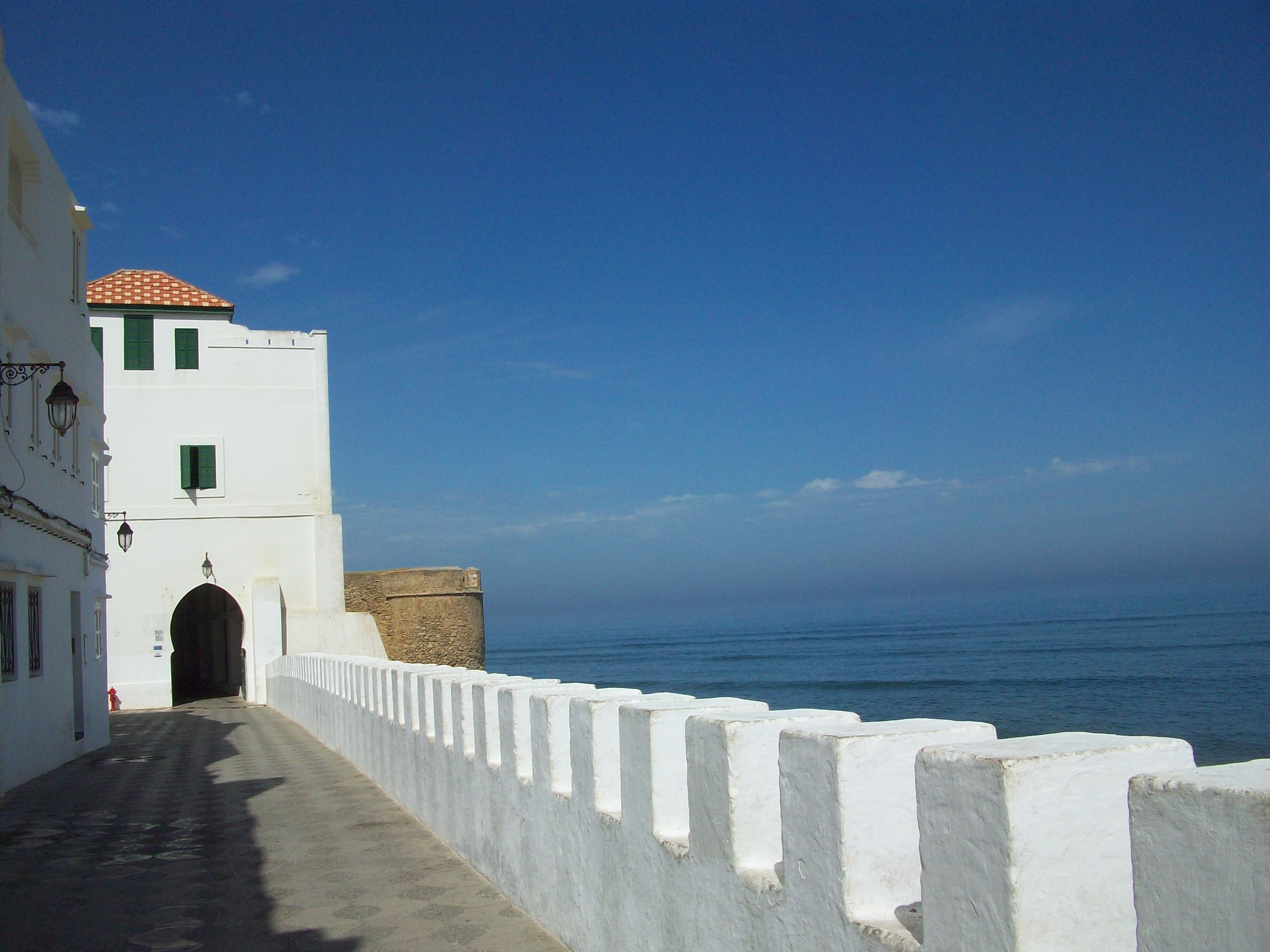
Asilah, front de mer : remparts.

La première victime de el-Raisuni fut Walter Burton Harris (en), un anglais de ses connaissances. Raisuni ne demanda pas d'argent, mais la libération de plusieurs de ses hommes emprisonnés et il relâcha Harris au bout de trois semaines. Plusieurs de ses victimes furent des militaires et des fonctionnaires marocains, rarement des européens.
Raisuni entretint une petite flotte pour la piraterie mais il fut moins chanceux dans ce domaine qu'avec son système d'extorsion et de rapts.
El-Raisuni se fit connaître par son côté chevaleresque et son attitude respectueuses vis-à-vis de ses otages. Il promit à Ion Perdicaris de le protéger de tout dommage et on se souvient qu'il se lia d'amitié avec beaucoup de ses otages. Néanmoins, pour ceux qui n'étaient pas dignes à ses yeux d'être rachetés, avec les émissaires du pacha et du sultan ou ceux qui lui avaient manqué de loyauté, il était connu pour sa cruauté, allant jusqu'à brûler les yeux d'un émissaire marocain avec des monnaies de cuivre chauffées au feu ou rendant la tête d'un autre au pacha dans une corbeille de melons.

## L'affaire Perdicaris
En 1904, El Raisuni paraît sur la scène internationale dans ce qui sera connu comme « l'affaire Perdicaris », ainsi fut nommé l'enlèvement des expatriés greco-américains (États-Unis) Ion Perdicaris et son gendre Cromwell Varley, pour lesquels il demanda une rançon de 70 000 dollars. Le président Theodore Roosevelt, alors candidat à la réélection, décida de profiter politiquement de la situation en envoyant un détachement de navires de guerre au Maroc pour forcer le sultan Abd al-Aziz à envoyer des demandes à El Raisuni, avec la fameuse déclaration « Perdicaris vivant ou Raisuli mort ! ».
Après avoir frôlé une confrontation entre le gouvernement du Maroc et les troupes américaines, Raisuni reçut l'argent de la rançon et des prébendes. Il fut nommé pacha de Tanger et gouverneur de la province de la Djebala ; tous ses partisans prisonniers furent libérés. Néanmoins, El Raisuni fut démis en 1906 de ses charges, accusé de corruption et de cruauté envers ses administrés. Un an après, il fut de nouveau déclaré proscrit par le gouvernement marocain.
Peu après sa destitution, El Raisulni enleva Sir Harry « Caid » Maclean, un officier de l'armée britannique qui servait comme conseiller des troupes du sultan. Il obtint 20 000 livres de rançon.

## Les dernières années
El Raisuni persistera dans son opposition au gouvernement marocain, même après l'abdication d'Abd El-Aziz. Il revint en faveur pendant peu de temps, en se plaçant aux côtés de Moulay Hafid successeur d'Abd El-Aziz, et fut rétabli comme pacha de Tanger. Cependant, sur les instances du Gouvernement espagnol, le sultan l'écarta de son poste en 1912.
En 1913, Raisuni conduisit plusieurs tribus maghrébines dans une sanglante révolte contre les Espagnols et mena une guérilla sanguinaire contre eux pendant au moins huit années. Il participa aux combats de Oued Ras et de Beni-Sidel mais échouera devant El Ksar el Kebir défendu par l'officier de cavalerie espagnol Queipo de Llano.
Ses hommes furent finalement battus par le colonel Manuel Fernandez Silvestre, celui qui deviendra plus tard le commandant espagnol de l'infamante déroute d'Anoual.
Pendant la Première Guerre mondiale, Raisuni fut accusé d'être en contact avec les agents du gouvernement allemand pour conduire une révolte tribale contre la France. En réponse à ces rumeurs, les troupes françaises organisèrent une expédition punitive à l'intérieur de la zone espagnole en mai 1915, qui dispersa les partisans de Raisuni mais ne réussit pas à le capturer en personne
En septembre 1922, et après une entrevue avec le colonel José Villalba Riquelme, il se soumit aux autorités espagnoles et, en conséquence, devint un des chefs locaux aux côtés des espagnols dans la guerre du Rif. Il était profondément jaloux de Mohamed Abdelkrim al-Khattabi et de sa popularité croissante parmi les populations du Rif, espérant ainsi obtenir le contrôle du Maroc occidental par une victoire espagnole.
En janvier 1925, les partisans d'Abdelkrim attaquèrent le palais de Raisuni à Arcila tuant la plupart de ses gardes et le capturant. Il fut déclaré mort vers la fin d'avril 1925, des suites d'une hydropisie qui durait depuis plusieurs années. Des rumeurs sur sa survie persistèrent, car Raisuni avait été déjà donné comme mort, à tort, en 1914 et 1923. Il est toujours considéré comme un héros populaire par beaucoup de Marocains, même si ses exploits se mêlent à des actes crapuleux et si sa réputation est mitigée. Actuellement, il y a des historiens marocains qui le cataloguent comme un nationaliste marocain qui utilisait un style « raisunien » pour libérer son pays.

## Iconographie populaire
La figure de Raïssouni a été incarnée au cinéma par Sean Connery en 1975, dans le film Le Lion et le vent, tourné en Espagne par le réalisateur John Milius. Celui-ci s’était largement inspiré d’un article écrit par Barbara W. Tuchman dans le magazine American Heritage, et aussi par une biographie complète de Raisuni écrite par Rosita Forbes, The Sultan of the Mountains: The Life Story of the Raisuli, parue l'année présumée de la mort de Raïssouni.

#### Adaptation littéraire
- Omar Mounir, Raïssouni, le Magnifique, Rabat, Marsam, 2012, 240 p. (ISBN 978-9954-21-268-4) (roman historique)